# Libythea hecura
Libythea hecura är en fjärilsart som beskrevs av Hans Fruhstorfer. Libythea hecura ingår i släktet Libythea och familjen praktfjärilar. Inga underarter finns listade i Catalogue of Life.